# Ehud (Name)
Ehud (hebräisch אֵהוּד) ist ein hebräischer männlicher Vorname mit der Bedeutung „gemeinschaftlich, vereint, einig“.
Im Alten Testament werden zwei Träger dieses Namens erwähnt: Ehud, der zweite von zwölf benannten Richtern im Buch der Richter (Ri 3,12 f. ), und ein Nachfahre Benjamins, der Sohn Bilhans (1 Chr 7,10 ).

## Namensträger
- Ehud Asherie (* 1979), US-amerikanischer Jazzmusiker (Piano, Orgel)
- Ehud Avriel (1917–1980), österreichischer Zionist, israelischer Diplomat und Politiker
- Ehud Barak (* 1942), israelischer Politiker
- Ehud Hrushovski (* 1959), israelischer Mathematiker
- Ehud Manor (1941–2005), israelischer Liedtexter, Radio- und Fernsehmoderator und Übersetzer
- Ehud Netzer (1934–2010), israelischer Archäologe
- Ehud Olmert (* 1945), israelischer Politiker
- Ehud Reiter (* 1960), britisch-amerikanischer Wissenschaftler auf dem Gebieter der Computerlinguistik
- Ehud de Shalit (* 1955), israelischer Mathematiker